# Lisandro Villagra
Lisandro Villagra (Córdoba, 21 maggio 1976) è un ex rugbista a 15 e allenatore di rugby a 15 argentino, di ruolo mediano di mischia, internazionale per l'Italia nel 2000.

## Biografia
Nato a Córdoba iniziò con il rugby già a 5 anni nel La Tablada, club della sua città natale. A 21 anni si trasferì in Italia ingaggiato dal Viadana. Durante le quattro stagioni in Lombardia conquista una promozione in Serie A1 nel 1999 e la stagione successiva vince la Coppa Italia, marcando una meta, e in campionato i gialloneri devono arrendersi in semifinale play-off con i futuri campioni del Rugby Roma. Nel frattempo acquisisce la possibilità di essere selezionato per la Nazionale, infatti nel 2000 partecipò al Tour in Oceania giocando i due test match con Samoa e Figi.
Nel 2001 passa al GRAN Parma e nei sei anni diventa uno dei giocatori fondamentali per la franchigia emiliana. Nel 2007 si trasferisce al I Cavalieri accettando di scendere di categoria: al termine della stagione 2008-09 conquista una seconda promozione in massima serie. Riconfermato capitano nella stagione successiva, conduce la squadra al quinto posto sfiorando i play-off ma centrando la qualificazione in Challenge Cup. Continua con la crescita della società toscana ma l'infortunio al ginocchio lo tiene lontano dal campo fino alla conclusione del contratto. Rimasto libero scende di nuovo di categoria e si sposta al Pro Recco in Serei A1. l'anno seguente non riesce a giungere alla terza promozione in carriera fermato in finale play-off dalla Capitolina. Nel 2013 riveste il doppio ruolo di giocatore-allenatore, in quattro anni di alta classifica due finali promozione.
Alla soglia dei 41 anni passa all'Amatori Capoterra ancora nel doppio ruolo tecnico. Giunti i limiti di età lascia il campo e siede in panchina confermato dalla società sarda.
A luglio 2019 torna in Toscana a Viareggio nella società di Denis Dallan I Titani.

## Palmarès
- Coppe Italia: 1
Viadana: 1999-2000